# Ангел мести (фильм, 2021)
«Ангел мести» (англ. Vanquish) — американский криминальный триллер режиссёра Джорджа Галло. В США фильм вышел 16 апреля 2021 года. В России фильм вышел 6 мая 2021 года.

## Сюжет
Виктория (Руби Роуз) пытается оставить своё тёмное прошлое в качестве российского наркокурьера позади, но отставной полицейский Дэймон (Морган Фримен) заставляет выполнять его приказы, удерживая её дочь в заложниках. Теперь Виктория должна использовать своё оружие, чтобы уничтожить ряд жестоких гангстеров или она никогда больше не увидит своего ребёнка.

## В ролях
| Актёр          | Роль                    |
| -------------- | ----------------------- |
| Руби Роуз      | Виктория                |
| Морган Фримен  | Дэймон                  |
| Ник Валлелонга | Детектив Стивенс        |
| Майлз Долеак   | Эрик                    |
| Патрик Малдун  | Агент Монро             |
| Джуджу Джорни  | Лили                    |
| Джули Лотт     | Губернатор Энн Дрисколл |
| Ханна Стокинг  | Галина                  |

## Производство
Основные съёмки проходили в сентябре 2020 года в Билокси, штат Миссисипи. Съёмки завершились в январе 2021 года.